# Анні Ратнаваті
Анні Ратнаваті (індонез. Anny Ratnawati; нар. 24 лютого 1962, Джок'якарта, Індонезія) — індонезійська політична діячка, економіст, заступник міністра фінансів Індонезії.

## Освіта
1985 року здобула ступінь бакалавра на факультеті агробізнесу «Богорського сільськогосподарського університету». 1989 року — ступінь магістра за напрямом економіки сільського господарства в Богорському сільськогосподарському інституті. 1996 року здобула докторський ступінь за напрямом економіки сільського господарства в Богорському сільськогосподарському інституті.

## Кар'єра
Від 1987 року працює лектором з економіки й управління в Богорському сільськогосподарському інституті. У 2008—2011 роках обіймала посаду генерального директора з бюджету Міністерства фінансів Республіки Індонезії. У 2012—2014 роках була заступником голови спостережної комісії «SKK Migas» (цільова група з видобутку нафти і газу в бізнесі). У 2012—2014 роках член Ради уповноваженого з фінансових послуг «Управління ex-Officio» від Міністерства фінансів. У 2010—2014 роках — заступник міністра фінансів в уряді Республіки Індонезії.